# محمد عمران (لاعب هوكي الحقل)
محمد عمران (بالإنجليزية: Muhammad Imran) هو لاعب هوكي الحقل باكستاني، ولد في 12 يناير 1979.

## وصلات خارجية
- محمد عمران على موقع أوليمبيديا (الإنجليزية)
- محمد عمران على موقع اتحاد ألعاب الكومنولث (مؤرشف) (الإنجليزية)
- محمد عمران على موقع دورة ألعاب الكومنولث 2006 (مؤرشف) (الإنجليزية)